# Aseraggodes kaianus
Aseraggodes kaianus es una especie de pez de la familia Soleidae en el orden de los Pleuronectiformes.

## Distribución geográfica
Se encuentran en las  costas del sur del Japón,  China, Taiwán, Filipinas y Molucas.